# Listă de filme de groază din 2007
Aceasta este o listă de filme de groază din 2007.
| Titlu                                                      | Regizor                                                                                    | Distribuție                                                                      | Țara | Note            |
| ---------------------------------------------------------- | ------------------------------------------------------------------------------------------ | -------------------------------------------------------------------------------- | --- | --------------- |
| 100 Tears                                                  | Marcus Koch                                                                                | Georgia Chris, Joe Davison, Raine Brown, Jack Amos                               | Statele Unite ale Americii                                                                              | [ 1 ]           |
| 13 Hours in a Warehouse                                    | Dav Kaufman                                                                                | Cody Lyman, Rachel Grubb, Meisha Johnson                                         | Statele Unite ale Americii                                                                              | [ 2 ]           |
| 1408                                                       | Mikael Håfström                                                                            | John Cusack, Samuel L. Jackson, Mary McCormack                                   | Statele Unite ale Americii                                                                              | [ 3 ]           |
| 28 Weeks Later                                             | Juan Carlos Fresnadillo                                                                    | Robert Carlyle, Rose Byrne, Jeremy Renner                                        | Spania · Regatul Unit al Marii Britanii și al Irlandei de Nord · Statele Unite ale Americii             | [ 4 ]           |
| 30 Days of Night                                           | David Slade                                                                                | Josh Hartnett, Melissa George                                                    | Statele Unite ale Americii                                                                              | [ 5 ]           |
| 9 Lives of Mara                                            | Balaji K. Kumar                                                                            | Jennifer Gimenez, Patrick Bauchau, Pollyanna McIntosh                            | Statele Unite ale Americii                                                                              | [ 6 ]           |
| A Feast of Flesh                                           | Mike Watt                                                                                  | Amy Lynn Best, Rachelle Williams, Debbie Rochon                                  | Statele Unite ale Americii                                                                              | [ 7 ]           |
| Aliens vs. Predator: Requiem                               | Greg Strause, Colin Strause                                                                | Reiko Aylesworth, Steven Pasquale, Shareeka Epps                                 | Statele Unite ale Americii                                                                              | [ 8 ]           |
| Alone                                                      | Banjong Pisanthanakun, Parkpoom Wongpoom                                                   | Marsha Wattanapanich, Ruchanu Boonchooduang, Vittaya Wasukraipaisan              | Thailanda                                                                                               |                 |
| Amateur Porn Star Killer                                   | Shane Ryan                                                                                 | Jan Gould, Michiko Jimenez, Shane Ryan                                           | Statele Unite ale Americii                                                                              | [ 9 ]           |
| American Zombie                                            | Grace Lee                                                                                  | Austin Basis, Kasi Brown, Alice Amter                                            | Statele Unite ale Americii                                                                              | [ 10 ]          |
| The Appeared                                               | Paco Cabezas                                                                               | Pablo Cedrón, Leonora Balcarce, Héctor Bidonde                                   | Argentina · Spania · Suedia                                                                             | [ 11 ]          |
| Apartment 1303                                             | Ataru Oikawa                                                                               | Noriko Nakagoshi, Arata Furuta, Yuka Itaya                                       | Japonia                                                                                                 | [ 12 ]          |
| August Underground's Penance                               | Fred Vogel                                                                                 | Cristie Whiles, Shelby Vogel, Jerami Cruise                                      | Statele Unite ale Americii                                                                              |                 |
| AVH: Alien vs. Hunter                                      | Scott Harper                                                                               | Dedee Pfeiffer, Kevin Kazakoff, Wittly Jourdan                                   | Statele Unite ale Americii                                                                              |                 |
| Barricade – Welcome to Hell                                | Timo Rose                                                                                  | Raine Brown, Joseph Zaso, Thomas Kercmar                                         | Germania                                                                                                | Direct-to-video |
| Bats: Human Harvest                                        | Jamie Dixon                                                                                | Tomas Arana, Pollyanna McIntosh, David Chokachi                                  | Statele Unite ale Americii                                                                              | Television film |
| Believers                                                  | Daniel Myrick                                                                              | Johnny Messner                                                                   | Statele Unite ale Americii                                                                              | Direct-to-video |
| Beneath the Surface                                        | Blake Reigle                                                                               | Dominique Geisendorff, Brett Lawrence, Tiffany Fox                               | Statele Unite ale Americii                                                                              | [ 13 ]          |
| Beverly Hills Massacre                                     | Alec Cizak                                                                                 | Alicia Klein, Gray George                                                        | Statele Unite ale Americii                                                                              | [ 14 ]          |
| Big Bad Wolf                                               | Lance W. Dreesen                                                                           | Sarah Aldrich, Trevor Duke, Christopher Shyer                                    | Statele Unite ale Americii                                                                              | [ 15 ]          |
| Black Swarm                                                | David Winning                                                                              | Jayne Heitmeyer, Robert Englund, Rebecca Windheim                                | Canada                                                                                                  | [ 16 ]          |
| Black Water                                                | Andrew Traucki, David Nerlich                                                              | Fiona Press, Maeve Dermody, Ben Oxenbould                                        | Australia                                                                                               | [ 17 ]          |
| Blood and Chocolate                                        | Katja von Garnier                                                                          | Agnes Bruckner, Olivier Martinez, Hugh Dancy                                     | România · Germania · Regatul Unit al Marii Britanii și al Irlandei de Nord · Statele Unite ale Americii | [ 18 ]          |
| Blood Oath                                                 | Kevin Kangas                                                                               | Enrique Camacho, Jessica Cardinale, Natalie Hart                                 | Statele Unite ale Americii                                                                              | Direct-to-video |
| Blood Ties                                                 | Sean Delgado                                                                               | Natalie Dolishny, Lance J. Holt, Pete Punito                                     | Statele Unite ale Americii                                                                              | Short film      |
| Blood Ties                                                 | Yee-Wei Chai                                                                               | James Jordan Tay, Clarissa Soon, Loo-Pin Loke                                    | Singapore                                                                                               | [ 19 ]          |
| BloodMonkey                                                | Robert Young                                                                               | F. Murray Abraham, Laura Aikman, Zach McGowan                                    | Statele Unite ale Americii                                                                              | Direct-to-video |
| Bloodlines                                                 | Stephen Durham                                                                             | Tracy Kay, Grace Johnston                                                        | Statele Unite ale Americii                                                                              | Direct-to-video |
| Bone Eater                                                 | Jim Wynorski                                                                               | Adrian Alvarado, Bruce Boxleitner, Randy Flagler                                 | Statele Unite ale Americii                                                                              | [ 21 ]          |
| Boogeyman 2                                                | Jeff Betancourt                                                                            | Danielle Savre, David Gallagher, Mae Whitman                                     | Statele Unite ale Americii                                                                              | Direct-to-video |
| Book of Lore                                               | Chris LaMartina                                                                            | Matt Benicewicz, Lauren Meley, Jon Gonzales                                      | Statele Unite ale Americii                                                                              | [ 22 ]          |
| Borderland                                                 | Zev Berman                                                                                 | Rider Strong, Brian Presley, Martha Higareda, Jake Muxworthy                     | Statele Unite ale Americii                                                                              | [ 23 ]          |
| B.T.K.                                                     | Michael Feifer                                                                             | Kane Hodder, Amy Lyndon, Daniel Bonjour                                          | Statele Unite ale Americii                                                                              | [ 24 ]          |
| Buried Alive                                               | Robert Kurtzman                                                                            | Tobin Bell, Leah Rachel, Germaine De Leon                                        | Statele Unite ale Americii                                                                              | Direct-to-video |
| The Caretaker                                              | Bryce Olson                                                                                | Judd Nelson, Carole Russo, Jennifer Tilly                                        | Statele Unite ale Americii                                                                              | [ 26 ]          |
| Carnies                                                    | Brian Corder                                                                               | Reggie Bannister, Lynn Ayala, Lee Perkins                                        | Statele Unite ale Americii                                                                              |                 |
| Captivity                                                  | Roland Joffé                                                                               | Elisha Cuthbert, Daniel Gillies, Pruitt Taylor Vince                             | Rusia · Statele Unite ale Americii                                                                      | [ 27 ]          |
| Catacombs                                                  | Tomm Coker, David Elliot                                                                   | Shannyn Sossamon, Cain Manoli, Alecia Moore                                      | Statele Unite ale Americii                                                                              |                 |
| The Cellar Door                                            | Matt Zettell                                                                               | Michelle Tomlinson, James DuMont, Algernon D'Ammassa                             | Statele Unite ale Americii                                                                              | [ 28 ]          |
| The Chair                                                  | Brett Sullivan                                                                             | Nick Abraham, Michael Capellupo                                                  | Canada                                                                                                  | [ 29 ]          |
| Chicago Massacre                                           | Michael Feifer                                                                             | Tony Todd, Debbie Rochon, Corin Nemec                                            | Statele Unite ale Americii                                                                              | Direct-to-video |
| Closet Space                                               | Mel House                                                                                  | Melanie Donihoo, James LaMarr, Evan Scott                                        | Statele Unite ale Americii                                                                              | [ 31 ]          |
| The Cook                                                   | Gregg Simon                                                                                | Penny Drake, Nina Fehren, Mark Hengst                                            | Statele Unite ale Americii                                                                              | [ 32 ]          |
| Crazy Eights                                               | James Koya Jones                                                                           | Traci Lords, Frank Whaley, Dina Meyer                                            | Statele Unite ale Americii                                                                              | [ 33 ]          |
| Croc                                                       | Stewart Raffill                                                                            | Michael Madsen, Sherry Phungprasert, Peter Tuinstra                              | Statele Unite ale Americii                                                                              |                 |
| Curse of the Wolf                                          | Len Kabasinski                                                                             |                                                                                  | Statele Unite ale Americii                                                                              | [ 34 ]          |
| The Daisy Chain                                            | Aisling Walsh                                                                              | Samantha Morton, Eva Birthistle, Steven Mackintosh                               | Republica Irlanda · Regatul Unit al Marii Britanii și al Irlandei de Nord                               | [ 35 ]          |
| Dead Mary                                                  | Robert Wilson                                                                              | Dominique Swain, Marie-Josée Colburn, Michael Majeski                            | Statele Unite ale Americii                                                                              | Direct-to-video |
| The Bug                                                    | Martijn Smits                                                                              | Niels Verkooyen, Ger Van Der Grijn, Carry Tefsen                                 | Țările de Jos                                                                                           |                 |
| Dead Silence                                               | James Wan                                                                                  | Ryan Kwanten, Amber Valletta, Donnie Wahlberg                                    | Statele Unite ale Americii                                                                              | [ 36 ]          |
| Dead Tone                                                  | Deon Taylor, Brian Hooks                                                                   | Rutger Hauer, Jud Tylor, Antwon Tanner                                           | Statele Unite ale Americii                                                                              | [ 37 ]          |
| Death of a Ghost Hunter                                    | Sean Tretta                                                                                | Davina Joy, Patti Tindall, Lindsay Page                                          | Statele Unite ale Americii                                                                              | [ 38 ]          |
| The Deaths Of Ian Stone                                    | Dario Piana                                                                                | Mike Vogel, Christina Cole                                                       | Regatul Unit al Marii Britanii și al Irlandei de Nord · Statele Unite ale Americii                      | [ 39 ]          |
| Decoys 2: Alien Seduction                                  | Jeffery Scott Lando                                                                        | Tobin Bell, Sam Easton, Lindsay Maxwell                                          | Canada                                                                                                  | Direct-to-video |
| Demon Resurrection                                         | William Hopkins                                                                            | Damian Ladd, Bashir Solebo, Joe Zaso                                             | Statele Unite ale Americii                                                                              | [ 41 ]          |
| Devil's Diary                                              | Farhad Mann                                                                                | Alexz Johnson, Miriam McDonald                                                   | Canada                                                                                                  | Television film |
| Devil Girl                                                 | Howie Askins                                                                               | Jessica Graham, Willow Hale, Vanessa Kay                                         | Statele Unite ale Americii                                                                              | [ 43 ]          |
| Domain of the Damned                                       | Stacy Davidson                                                                             | Leon Blum, Melissa Bubela, Tiernan Estridge                                      | Statele Unite ale Americii                                                                              |                 |
| Donkey Punch                                               | Olly Blackburn                                                                             | Robert Boulter, Sian Breckin, Tom Burke                                          | Regatul Unit al Marii Britanii și al Irlandei de Nord                                                   | [ 44 ]          |
| Doomed to Consume                                          | Jason Stephenson                                                                           | Joe Knetter, Rachel Grubb, Sonja Beck                                            | Statele Unite ale Americii                                                                              | [ 45 ]          |
| Dreams of the Dead                                         | John Orrichio                                                                              | Cathy Loch, Tony Rugnetta                                                        | Statele Unite ale Americii                                                                              | [ 46 ]          |
| Drive-Thru                                                 | Brendan Cowles, Shane Kuhn                                                                 | Leighton Meester, Nicholas D'Agosto                                              | Statele Unite ale Americii                                                                              | [ 47 ]          |
| Ed Gein: The Butcher of Plainfield                         | Michael Feifer                                                                             | Kane Hodder, Michael Berryman, Priscilla Barnes                                  | Statele Unite ale Americii                                                                              | Direct-to-video |
| El Custodio del Mal                                        | Fernando Saenz                                                                             | Arturo Martinez Jr., Karla Barahona, Ruth Mendoza                                | Mexic                                                                                                   | [ 49 ]          |
| Exte                                                       | Shion Sono                                                                                 | Megumi Sato, Chiaki Kuriyama, Miku Satô                                          | Japonia                                                                                                 | [ 50 ]          |
| The Evil Offspring                                         | Tommy Brunswick                                                                            | Jim Lewis, John Anton, Rudy Hatfield                                             | Statele Unite ale Americii                                                                              |                 |
| Eye of the Beast                                           | Gary Yates                                                                                 | James Van Der Beek, Alexandra Castillo, Ryan Rajendra Black                      | Canada                                                                                                  |                 |
| Fall Down Dead                                             | Jon Keeyes                                                                                 | Udo Kier, David Carradine, Dominique Swain                                       | Statele Unite ale Americii                                                                              |                 |
| Fear of Clowns 2                                           | Kevin Kangas                                                                               | Mark Lassise, Jacky Reres, Frank Lama                                            | Statele Unite ale Americii                                                                              | Direct-to-video |
| Fear(s) of the Dark                                        | Blutch, Charles Burns, Marie Caillou, Pierre di Sciullo, Lorenzo Mattotti, Richard McGuire | Aure Atika, Gil Alma, Nicole Garcia                                              | Franța                                                                                                  | Animation       |
| The Ferryman                                               | Chris Graham                                                                               | John Rhys-Davies, Amber Sainsbury, Tamer Hassan                                  | Statele Unite ale Americii                                                                              | Direct-to-video |
| The Final Curtain                                          | Jeff Burton                                                                                | Niki Huey, Edward Conna, Reggie Bannister                                        | Statele Unite ale Americii                                                                              |                 |
| Fist of the Vampire                                        | Len Kabasinski                                                                             | Darian Caine, Brittney Card, Cheyenne King                                       | Statele Unite ale Americii                                                                              |                 |
| The Flesh Keeper                                           | Gerald Nott                                                                                | Arianne Martin, Clint Glenn, Parrish Randall                                     | Statele Unite ale Americii                                                                              | Direct-to-video |
| Flight of The Living Dead: Outbreak On A Plane             | Scott Thomas                                                                               | Dale Midkiff                                                                     | Statele Unite ale Americii                                                                              | Direct-to-video |
| Forest of Death                                            | Danny Pang                                                                                 | Shu Qi                                                                           | Hong Kong                                                                                               | [ 53 ]          |
| Forest of the Dead                                         | Brian Singleton                                                                            | Chris Anderson                                                                   | Canada                                                                                                  | [ 54 ]          |
| Fraternity Massacre at Hell Island                         | Mark Jones                                                                                 | Anthony Flessas, Sarah Ewell, Michael Gravois                                    | Statele Unite ale Americii                                                                              |                 |
| Freakshow                                                  | Drew Bell                                                                                  | Rebekah Kochan, Dane Rosselli, Diego Barquinero                                  | Statele Unite ale Americii                                                                              | [ 55 ]          |
| Frontière(s)                                               | Xavier Gens                                                                                | Samuel Le Bihan, Maud Forget, Estelle Lefébure                                   | Franța · Elveția                                                                                        | [ 56 ]          |
| Gimme Skelter                                              | Scott Phillips                                                                             | Mark Chavez, Elske McCain, Peter Fishburn, Kurly Tlapoyawa                       | Statele Unite ale Americii                                                                              | [ 57 ]          |
| The Girl Next Door                                         | Gregory Wilson                                                                             | Blythe Auffarth, Daniel Manche, William Atherton                                 | Statele Unite ale Americii                                                                              | [ 58 ]          |
| God of Vampires                                            | Rob Fitz                                                                                   | Dharma Lim, Shy Theerakulsit, Ben Wang                                           | Statele Unite ale Americii                                                                              | [ 59 ]          |
| Gone                                                       | Ringan Ledwidge                                                                            | Scott Mechlowicz, Amelia Warner, Yvonne Strahovski                               | Australia · Regatul Unit al Marii Britanii și al Irlandei de Nord                                       |                 |
| Gothkill                                                   | JJ Connelly                                                                                | Juliya Chernetsky, Tom Velez, Erica Giovinazzo                                   | Statele Unite ale Americii                                                                              | [ 60 ]          |
| Greetings                                                  | Kenneth Colley                                                                             | Kristy Cox, Henry Dunn, Maria Long                                               | Regatul Unit al Marii Britanii și al Irlandei de Nord                                                   | [ 61 ]          |
| Grim Reaper                                                | Michael Feifer                                                                             | Cherish Lee, Benjamin Pitts, Mike Korich                                         | Statele Unite ale Americii                                                                              | Direct-to-video |
| Grindhouse                                                 | Quentin Tarantino, Robert Rodriguez                                                        | Rose McGowan, Freddy Rodriguez, Kurt Russell, Zoë Bell                           | Statele Unite ale Americii                                                                              | [ 62 ]          |
| Grizzly Rage                                               | David DeCoteau                                                                             | Tyler Hoechlin, Kate Todd, Graham Kosakoski                                      | Canada                                                                                                  | [ 63 ]          |
| Hallowed Ground                                            | David Benullo                                                                              | Ned Vaughn, Jaimie Alexander, Jim Cody Williams                                  | Statele Unite ale Americii                                                                              | [ 64 ]          |
| Halloween                                                  | Rob Zombie                                                                                 | Malcolm McDowell, Tyler Mane, Scout Taylor-Compton, Danielle Harris, Daeg Faerch | Statele Unite ale Americii                                                                              | [ 65 ]          |
| Hallows Point                                              | Jeffrey Lynn Ward                                                                          | Christa Campbell, Arnie Pantoja, Kimberly McVicar                                | Statele Unite ale Americii                                                                              | [ 66 ]          |
| The Hanged Man                                             | Neil H. Weiss                                                                              | Adam Hatley, Shanola Hampton, Ralph Hatley                                       | Statele Unite ale Americii                                                                              |                 |
| Hannibal Rising                                            | Peter Webber                                                                               | Gaspard Ulliel, Gong Li                                                          | Regatul Unit al Marii Britanii și al Irlandei de Nord · Franța · Statele Unite ale Americii             | [ 67 ]          |
| Hansel & Gretel                                            | Pil-Sung Yim                                                                               | Jeong-Myeong Cheon, Ji-hee Jin, Hee-soon Park                                    | Coreea de Sud                                                                                           |                 |
| Haunted                                                    | Alper Mestçi                                                                               | Burak Özçivit, Kurtulus Sakiragaoglu, Bigkem Karavus                             | Turcia                                                                                                  |                 |
| Haunted Forest                                             | Mauro Borrelli                                                                             | Sevy Di Cione                                                                    | Statele Unite ale Americii                                                                              | [ 68 ]          |
| The Haunted School                                         | Chin Man-Kei                                                                               | Amanda Lee, Tien You                                                             | Hong Kong                                                                                               |                 |
| The Haunting Hour: Don't Think About It                    | Alex Zamm                                                                                  | Brittany Curran, Tobin Bell, Emily Osment                                        | Statele Unite ale Americii                                                                              | [ 69 ]          |
| The Haunting of Danbury House                              | John Orrichio, Karl Petry                                                                  | William Schineller, Cathy Loch, Carrie Nagy                                      | Statele Unite ale Americii                                                                              | [ 70 ]          |
| The Haunting of Marsten Manor                              | Dave Sapp                                                                                  | Brianne Davis, Ken Luckey, Ezra Buzzington                                       | Statele Unite ale Americii                                                                              | [ 71 ]          |
| The Haunting of Sorority Row                               | Bert Kish                                                                                  | Agim Darshi, Meghan Ory, Jessica Horas                                           | Canada                                                                                                  | [ 72 ]          |
| Higurashi no Naku Koro ni                                  | Chiaki Kon                                                                                 | Soichiro Hoshi, Mela Lee, Grant George                                           | Statele Unite ale Americii                                                                              | Animation       |
| The Hills Have Eyes 2                                      | Martin Weisz                                                                               | Michael McMillian, Jessica Stroup, Daniella Alonso                               | Statele Unite ale Americii                                                                              | [ 73 ]          |
| The Hitcher                                                | Dave Meyers                                                                                | Sean Bean, Sophia Bush, Zachary Knighton                                         | Statele Unite ale Americii                                                                              | [ 74 ]          |
| Hoboken Hollow                                             | Glen Stephens                                                                              | C. Thomas Howell, Lin Shaye, Dennis Hopper                                       | Statele Unite ale Americii                                                                              | [ 75 ]          |
| Hostel: Part II                                            | Eli Roth                                                                                   | Lauren German, Roger Bart, Heather Matarazzo, Bijou Phillips                     | Statele Unite ale Americii                                                                              | [ 76 ]          |
| House                                                      | Robby Henson                                                                               | Michael Madsen, Reynaldo Rosales, Heidi Dippold                                  | Statele Unite ale Americii                                                                              | [ 77 ]          |
| House of Fears                                             | Ryan Little                                                                                | Corri English, Sandra McCoy, Corey Sevier                                        | Statele Unite ale Americii                                                                              | [ 78 ]          |
| The House of the Demon                                     | George L. Ortiz                                                                            | Rashida Abdul-Jabbar, Gabriel McIver, Katrina Ellsworth                          | Statele Unite ale Americii                                                                              | [ 79 ]          |
| Hunting Season                                             | Nathan Wrann                                                                               |                                                                                  | Statele Unite ale Americii                                                                              | [ 80 ]          |
| I Am Legend                                                | Francis Lawrence                                                                           | Will Smith, Alice Braga, Salli Richardson-Whitfield                              | Statele Unite ale Americii                                                                              | [ 81 ]          |
| Ice Spiders                                                | Tibor Takács                                                                               | Vanessa A. Williams, Patrick Muldoon, Carleigh King                              | Statele Unite ale Americii                                                                              | Television film |
| In Love with the Dead                                      | Danny Pang                                                                                 | Stephy Tang, Shawn Yue                                                           | Hong Kong                                                                                               |                 |
| In the Spider's Web                                        | Terry Winsor                                                                               | Sohrab Ardeshir, Lance Henriksen, Jane Perry                                     | Statele Unite ale Americii                                                                              | Television film |
| Inside                                                     | Alexandre Bustillo, Julien Maury                                                           | Alysson Paradis, Béatrice Dalle                                                  | Franța                                                                                                  | [ 83 ]          |
| It's My Party and I'll Die If I Want To                    | Tony Wash                                                                                  | Adrienne Fischer, Tom Savini, Alicia Kenney                                      | Statele Unite ale Americii                                                                              | [ 84 ]          |
| The Invasion                                               | Oliver Hirschbiegel, James McTeigue                                                        | Jeremy Northam, Nicole Kidman, Daniel Craig                                      | Australia · Statele Unite ale Americii                                                                  | Film remake     |
| Jack Brooks: Monster Slayer                                | Jon Knautz                                                                                 | Robert Englund, Trevor Matthews, Rachel Skarsten                                 | Canada                                                                                                  | [ 86 ]          |
| Kaidan                                                     | Hideo Nakata                                                                               | Teisui Ichiryûsai, Hitomi Kuroki, Kumiko Asô                                     | Japonia                                                                                                 | [ 87 ]          |
| Kiss of the Vampire                                        | Joe Tornatore                                                                              | Costas Mandylor, Martin Kove, Katie Rich                                         | Statele Unite ale Americii                                                                              | [ 88 ]          |
| Lake Dead                                                  | George Bessudo                                                                             | Kelsey Crane, Jim Devoti, Tara Gerard                                            | Statele Unite ale Americii                                                                              | [ 89 ]          |
| Lake Placid 2                                              | David Flores                                                                               | Sarah Lafleur, John Schneider, Alicia Ziegler                                    | Statele Unite ale Americii                                                                              | Television film |
| The Last Gateway                                           | Demian Rugna                                                                               | Kevin Schiele, Rodrigo Aragon, Saloma Boustani, Patricio Schwartz, Hugo Halbrich | Argentina                                                                                               | [ 91 ]          |
| Left for Dead                                              | Albert Pyun                                                                                | Oliver Kolker, Brad Krupsaw, Victoria Maurette                                   | Argentina · Statele Unite ale Americii                                                                  | [ 92 ]          |
| The Legend of Bloody Mary                                  | John Stecenko                                                                              | Paul Preiss, Stephen Macht, Elissa Dowling                                       | Statele Unite ale Americii                                                                              | [ 93 ]          |
| The Legend of Sorrow Creek                                 | Michael Penning                                                                            | Freya Ravensbergen, Matt Turner, Christina Caron                                 | Statele Unite ale Americii                                                                              | Direct-to-video |
| Lights Camera Dead                                         | Tim Reaper                                                                                 | Richard Christy, Monica Moehring, Rob Rozier                                     | Statele Unite ale Americii                                                                              |                 |
| Little Red Devil                                           | Tommy Brunswick                                                                            | Daniel Baldwin, James Russo, Dee Wallace                                         | Statele Unite ale Americii                                                                              | [ 95 ]          |
| Living Hell                                                | Richard Jefferies                                                                          | Erica Leerhsen, Judy Herrera, Johnathon Schaech                                  | Statele Unite ale Americii                                                                              | [ 96 ]          |
| The Living and the Dead                                    | Kristijan Milic                                                                            | Borko Peric, Robert Roklicer, Nermin Omic                                        | Bosnia și Herțegovina · Croația                                                                         |                 |
| Long Pigs                                                  | Chris Power, Nathan Hynes                                                                  | Phyllis Cooper, Anthony Alviano, Kelly McIntosh                                  | Canada                                                                                                  | [ 97 ]          |
| The Mad                                                    | John Kalangis                                                                              | Shauna MacDonald                                                                 | Canada · Statele Unite ale Americii                                                                     |                 |
| Maneater                                                   | Gary Yates                                                                                 | Gary Busey, Ian D. Clark, Diana Reis                                             | Statele Unite ale Americii                                                                              | Television film |
| Mega Snake                                                 | Tibor Takács                                                                               | Siri Baruc, Nick Harvey, Laura Giosh                                             | Statele Unite ale Americii                                                                              | Television film |
| The Messengers                                             | Danny Pang, Oxide Pang Chun                                                                | Kristen Stewart, Dylan McDermott, Penelope Ann Miller                            | Statele Unite ale Americii                                                                              | [ 99 ]          |
| The Mist                                                   | Frank Darabont                                                                             | Thomas Jane, Marcia Gay Harden, Laurie Holden                                    | Statele Unite ale Americii                                                                              | [ 100 ]         |
| The Mother of Tears                                        | Dario Argento                                                                              | Asia Argento, Udo Kier, Massimo Sarchielli, Philippe Leroy                       | Italia · Statele Unite ale Americii                                                                     | [ 101 ]         |
| Mrs. Amsworth                                              | Frank Sciurba                                                                              | Magenta Brooks, Christy Sullivan, Jim Nalitz                                     | Statele Unite ale Americii                                                                              | [ 102 ]         |
| Muoi: The Legend of a Portrait                             | Kim Tae-kyeong                                                                             | Jo An, Cha Ye-ryeon, Ahn Thu                                                     | Coreea de Sud · Vietnam                                                                                 |                 |
| Mutation – Annihilation                                    | Timo Rose                                                                                  | Thomas Kercmar, Andreas Pape, Olaf Ittenbach                                     | Germania                                                                                                | [ 103 ]         |
| My Name is Bruce                                           | Bruce Campbell                                                                             | Bruce Campbell, Ted Raimi, Ellen Sandweiss                                       | Statele Unite ale Americii                                                                              | [ 104 ]         |
| Nature of the Beast                                        | Rodman Flender                                                                             | Eric Mabius, Dave Nichols, Gabriel Hogan                                         | Statele Unite ale Americii                                                                              | [ 105 ]         |
| Negative Happy Chainsaw Edge                               | Takuji Kitamura                                                                            | Itsuji Itao, Yôsuke Asari, Hiromi Shinjô                                         | Japonia                                                                                                 |                 |
| The Orphanage                                              | Juan Antonio Bayona                                                                        | Belen Rueda, Fernando Cayo, Roger Princep                                        | Spania · Mexic                                                                                          | [ 106 ]         |
| Ouija                                                      | Topel Lee                                                                                  | Judy Ann Santos, J.C. de Vera, Iza Cazaldo                                       | Filipine                                                                                                |                 |
| P2                                                         | Franck Khalfoun                                                                            | Rachel Nichols, Simon Reynolds, Wes Bentley                                      | Statele Unite ale Americii                                                                              |                 |
| Paper Dolls                                                | David Blair, Adam Pitman                                                                   | Rob Benitz, Gill Gayle, Andra Carlson                                            | Statele Unite ale Americii                                                                              |                 |
| Paranormal Activity                                        | Oren Peli                                                                                  | Katie Featherston, Micah Sloat                                                   | Statele Unite ale Americii                                                                              | Direct-to-video |
| Pop Skull                                                  | Adam Wingard                                                                               | Lane Hughes                                                                      | Statele Unite ale Americii                                                                              | [ 108 ]         |
| The Poughkeepsie Tapes                                     | John Erick Dowdle                                                                          | Stacy Chbosky, Ivar Brogger, Samantha Robson                                     | Regatul Unit al Marii Britanii și al Irlandei de Nord                                                   | [ 109 ]         |
| Prey                                                       | Darrell James Roodt                                                                        | Carly Schoeder, Peter Weller, Bridget Moynahan                                   | Statele Unite ale Americii · Africa de Sud                                                              | [ 110 ]         |
| Prey for the Beast                                         | Brett Kelly                                                                                | Mark Courneyea, Anastasia Kimmett, Keri Draper                                   | Canada                                                                                                  | [ 111 ]         |
| Primeval                                                   | Michael Katleman, Gideon Emery                                                             | Brooke Langton, Jürgen Prochnow                                                  | Statele Unite ale Americii                                                                              | [ 112 ]         |
| Pumpkinhead: Blood Feud                                    | Michael Hurst                                                                              | Claire Lams, Lance Henriksen, Amy Manson                                         | Regatul Unit al Marii Britanii și al Irlandei de Nord · Statele Unite ale Americii                      | [ 113 ]         |
| Putevoy obkhodchik                                         | Igor Shavlak                                                                               | Dmitriy Orlov, Yuliya Mikhailova, Oleg Kamenshchikov                             | Rusia                                                                                                   | [ 114 ]         |
| The Rage                                                   | Robert Kurtzman                                                                            | Reggie Bannister, Andrew Divoff, Rachel Scheer                                   | Statele Unite ale Americii                                                                              | [ 115 ]         |
| The Raven                                                  | David DeCoteau                                                                             | Andre Velts, Litha Booi, Traverse Le Goff                                        | Canada · Statele Unite ale Americii                                                                     | [ 116 ]         |
| Razortooth                                                 | Patricia Harrington                                                                        | Kathleen LaGue, Doug Swander, Josh Gad                                           | Statele Unite ale Americii                                                                              |                 |
| The Reaping                                                | Stephen Hopkins                                                                            | Hilary Swank, David Morrissey, Idris Elba                                        | Statele Unite ale Americii                                                                              | [ 117 ]         |
| REC                                                        | Jaume Balagueró, Paco Plaza                                                                | Manuela Velasco, Ferran Terraza, Jorge-Yamam Serrano                             | Spania                                                                                                  | [ 118 ]         |
| The Redsin Tower                                           | Fred Vogel                                                                                 | Bethany Newell, Perry Tiberio, Jessica Kennedy                                   | Statele Unite ale Americii                                                                              |                 |
| Return to House on Haunted Hill                            | Victor Garcia                                                                              | Cerina Vincent, Andrew Lee Potts, Amanda Righetti                                | Statele Unite ale Americii                                                                              | Direct-to-video |
| Resident Evil: Extinction                                  | Russell Mulcahy                                                                            | Milla Jovovich, Oded Fehr, Ali Larter                                            | Statele Unite ale Americii                                                                              | [ 120 ]         |
| Revamped                                                   | Jeff Rector                                                                                | Christa Campbell, Martin Kove, Carel Struycken                                   | Statele Unite ale Americii                                                                              | [ 121 ]         |
| Rise: Blood Hunter                                         | Sebastian Gutierrez                                                                        | Lucy Liu, Michael Chiklis, Carla Gugino                                          | Statele Unite ale Americii                                                                              | [ 122 ]         |
| Rogue                                                      | Greg McLean                                                                                | Radha Mitchell, Michael Vartan, John Jarratt                                     | Australia · Statele Unite ale Americii                                                                  |                 |
| Saw IV                                                     | Darren Lynn Bousman                                                                        | Tobin Bell, Scott Patterson                                                      | Statele Unite ale Americii                                                                              | [ 123 ]         |
| The Seamstress                                             | Jesse James Miller                                                                         | Lance Henriksen, Kailin See, David Kopp                                          | Statele Unite ale Americii                                                                              | [ 124 ]         |
| Secrets of the Clown                                       | Ryan Badalamenti                                                                           | Tami Badalamenti, Kelli Clevenger, Micheal Kott                                  | Statele Unite ale Americii                                                                              | [ 125 ]         |
| Seed                                                       | Uwe Boll                                                                                   | Will Sanderson, Ralf Möller, Michael Paré                                        | Canada                                                                                                  | [ 126 ]         |
| Senki                                                      | Milcho Manchevski                                                                          | Sabina Ajrula, Vesna Stanojevska, Borce Nacev                                    | Bulgaria · Germania · Italia · Macedonia de Nord · Spania                                               |                 |
| Shadow Puppets                                             | Michael Winnick                                                                            | James Marsters, Jolene Blalock, Tony Todd                                        | Statele Unite ale Americii                                                                              | [ 127 ]         |
| Sick Girl                                                  | Eben McGarr                                                                                | Leslie Andrews, Stephen Geoffreys, John McGarr                                   | Statele Unite ale Americii                                                                              | [ 128 ]         |
| The Shadow Within                                          | Silvana Zancolo                                                                            | Hayley J Williams, Rod Hallett, Georgia Mitchell                                 | Italia                                                                                                  |                 |
| Shrooms                                                    | Paddy Breathnach                                                                           | Lindsey Haun, Alice Greczyn, Max Kasch                                           | Republica Irlanda · Danemarca · Regatul Unit al Marii Britanii și al Irlandei de Nord                   | [ 129 ]         |
| Sick Nurses                                                | Piraphan Laoyont, Thodsapol Siriwiwat                                                      | Ase Wang, Philip Hersh, Libby Brien                                              | Thailanda                                                                                               | [ 130 ]         |
| Sigma Die!                                                 | Michael Hoffman Jr.                                                                        | Reggie Bannister, Heather Zagone, Nikie Zambo                                    | Statele Unite ale Americii                                                                              | [ 131 ]         |
| The Signal                                                 | Jacob Gentry, David Bruckner, Dan Bush                                                     | A.J. Bowen, Anessa Ramsey, Justin Welborn                                        | Statele Unite ale Americii                                                                              | [ 132 ]         |
| Skin Crawl                                                 | Justin Wingenfeld                                                                          | Misty Mundae, Rodney Gray, Debbie Rochon                                         | Statele Unite ale Americii                                                                              | Direct-to-video |
| Skinwalkers                                                | James Isaac                                                                                | Jason Behr, Elias Koteas, Rhona Mitra                                            | Statele Unite ale Americii                                                                              | [ 133 ]         |
| Skull & Bones                                              | T.S. Slaughter                                                                             | Derrick Wolf, Michael Burke, Jared DiCroce                                       | Statele Unite ale Americii                                                                              | Direct-to-video |
| Slasher                                                    | Frank W. Montag                                                                            | Thomas Kercmar, Patrick Dewayne, Vivien Walter                                   | Germania                                                                                                | [ 135 ]         |
| Socket                                                     | Sean Abley                                                                                 | Derek Long, Alexandra Billings, Matthew Montgomery                               | Statele Unite ale Americii                                                                              | [ 136 ]         |
| Solstice                                                   | Daniel Myrick                                                                              | Shawn Ashmore, Amanda Seyfried, Hilarie Burton, Elisabeth Harnois                | Statele Unite ale Americii                                                                              | Direct-to-video |
| Somebody Help Me                                           | Christopher B. Stokes                                                                      | Marques Houston, Omarion, Jessica Friedman                                       | Statele Unite ale Americii                                                                              | Direct-to-video |
| Something Beneath                                          | David Winning                                                                              | Kevin Sorbo, Brittany Scobie, Brendan Beiser                                     | Canada                                                                                                  | [ 139 ]         |
| Species – The Awakening                                    | Nick Lyon                                                                                  | Edy Arellano, Helena Mattsson, Marco Bacuzzi                                     | Statele Unite ale Americii                                                                              | Direct-to-video |
| Splatter Disco                                             | Richard Griffin                                                                            | Ken Foree, Sarah Nicklin, Debbie Rochon                                          | Statele Unite ale Americii                                                                              | [ 141 ]         |
| Stir of Echoes: The Homecoming                             | Ernie Barbarash                                                                            | Rob Lowe                                                                         | Statele Unite ale Americii                                                                              | Direct-to-video |
| Sublime                                                    | Tony Krantz                                                                                | Tom Cavanagh, Kathleen York, Lawrence Hilton-Jacobs                              | Statele Unite ale Americii                                                                              |                 |
| Sweeney Todd: The Demon Barber of Fleet Street             | Tim Burton                                                                                 | Johnny Depp, Helena Bonham Carter, Alan Rickman                                  | Statele Unite ale Americii · Regatul Unit                                                               |                 |
| The Suicide Song (Densen Uta)                              | Masato Harada                                                                              | Ryuhei Matsuda, Yusuke Iseya, Yoshino Kimura, Hiroshi Abe                        | Japonia                                                                                                 | [ 143 ]         |
| Sympathy                                                   | Andrew Moorman                                                                             | Marina Shtelen, Aaron Boucher, Steven Pritchard                                  | Statele Unite ale Americii                                                                              |                 |
| The Tattooist                                              | Peter Burger                                                                               | Jason Behr, Caroline Cheong                                                      | Noua Zeelandă                                                                                           | Direct-to-video |
| Teeth                                                      | Mitchell Lichtenstein                                                                      | Jess Weixler, John Hensley                                                       | Statele Unite ale Americii                                                                              | [ 145 ]         |
| Terror Toons 2: The Sick and Silly Show                    | Joe Castro                                                                                 | Shane Ballard, Emma Bing, Bart Burson, David Alan Graf, Brinke Stevens           | Statele Unite ale Americii                                                                              | Direct-to-video |
| Timber Falls                                               | Tony Giglio                                                                                | Brianna Brown, Josh Randall, Beth Broderick                                      | Statele Unite ale Americii                                                                              | [ 146 ]         |
| Tooth And Nail                                             | Mark Young                                                                                 | Michael Madsen, Rider Strong, Vinnie Jones                                       | Statele Unite ale Americii                                                                              | [ 147 ]         |
| Torment                                                    | Steve Sessions                                                                             | Suzi Lorraine, Ted Alderman, Jeff Dylan Graham                                   | Statele Unite ale Americii                                                                              | [ 148 ]         |
| Trackman                                                   | Igor Shavlak                                                                               | Yuliya Mikhailova, Oleg Kamenshchikov, Aleksei Dmitriyev                         | Rusia                                                                                                   | [ 114 ]         |
| Undead or Alive                                            | Glasgow Phillips                                                                           | Chris Kattan, James Denton                                                       | Statele Unite ale Americii                                                                              | [ 149 ]         |
| Underbelly                                                 | Matt A. Cade                                                                               | Felicia Bianca Lopez, Hawk Storm, Jennifer Harlow                                | Statele Unite ale Americii                                                                              | [ 150 ]         |
| Unearthed                                                  | Matthew Leutwyler                                                                          | Emmanuelle Vaugier, Luke Goss, Beau Garrett                                      | Statele Unite ale Americii                                                                              | [ 151 ]         |
| Unholy                                                     | Daryl Goldberg                                                                             | Adrienne Barbeau                                                                 | Statele Unite ale Americii                                                                              | Direct-to-video |
| The Unseeable                                              | Wisit Sasanatieng                                                                          | Siraphan Wattanajinda, Tassawan Seneewongse, Suporntip Chuangrangsri             | Thailanda                                                                                               | [ 153 ]         |
| Vacancy                                                    | Nimród Antal                                                                               | Luke Wilson, Ethan Embry, Kate Beckinsale                                        | Statele Unite ale Americii                                                                              | [ 154 ]         |
| Voices                                                     | Ki-hwan                                                                                    | Jin-seo, Ki-woo Lee                                                              | Coreea de Sud                                                                                           |                 |
| They Wait                                                  | Ernie Barbarash                                                                            | Vicky Huang, Pei-pei Cheng, Jaime King                                           | Canada                                                                                                  |                 |
| War of the Living Dead 2 – Girls, Zombies and Rock'n'Roll! | Mark E. Poole                                                                              | Jason Crowe, Tucky Williams, Chris Albro                                         | Statele Unite ale Americii                                                                              | [ 155 ]         |
| Werewolf: The Devil's Hound                                | Gregory C. Parker, Christian Pindar                                                        | Art Longley, Kevin Shea, Tamara Malawitz                                         | Statele Unite ale Americii                                                                              | [ 156 ]         |
| When Night Falls                                           | Alex Galvin                                                                                | Tania Nolan, Rosella Hart, Mike Bodnar                                           | Statele Unite ale Americii                                                                              |                 |
| Whisper                                                    | Stewart Hendler                                                                            | Joel Edgerton, Sarah Wayne Callies, Michael Rooker                               | Canada · Statele Unite ale Americii                                                                     |                 |
| White Noise: The Light                                     | Patrick Lussier                                                                            | Nathan Fillion, Katee Sackhoff, Craig Fairbrass                                  | Statele Unite ale Americii · Canada                                                                     |                 |
| Wind Chill                                                 | Greg Jacobs                                                                                | Emily Blunt, Ashton Holmes                                                       | Regatul Unit al Marii Britanii și al Irlandei de Nord · Statele Unite ale Americii                      | [ 157 ]         |
| The Wizard Of Gore                                         | Jeremy Kasten                                                                              | Crispin Glover, Brad Dourif                                                      | Statele Unite ale Americii                                                                              | [ 158 ]         |
| The Woods Have Eyes                                        | Anthony Indelicato                                                                         | Frank Adonis, Darla Delgado, Ashley Totin                                        | Statele Unite ale Americii                                                                              |                 |
| Wrong Turn 2: Dead End                                     | Joe Lynch                                                                                  | Erica Leerhsen, Texas Battle, Henry Rollins                                      | Statele Unite ale Americii                                                                              | Direct-to-video |
| X-Cross                                                    | Kenta Fukasaku                                                                             | Ami Suzuki, Nao Matsushita, Ayuko Iwane                                          | Japonia                                                                                                 | [ 160 ]         |
| Zibahkhana                                                 | Omar Ali Khan                                                                              | Osman Khalid Butt, Ashfaq Bhatti, Rubya Chaudhry                                 | Pakistan                                                                                                | Direct-to-video |